# Râul Gropșoara
Râul Gropșoara este unul din cele două brațe care formează râul Boșorogu.Acesta la rândul sau este un afluent al Râului Mare.